# Comunità armena di Venezia

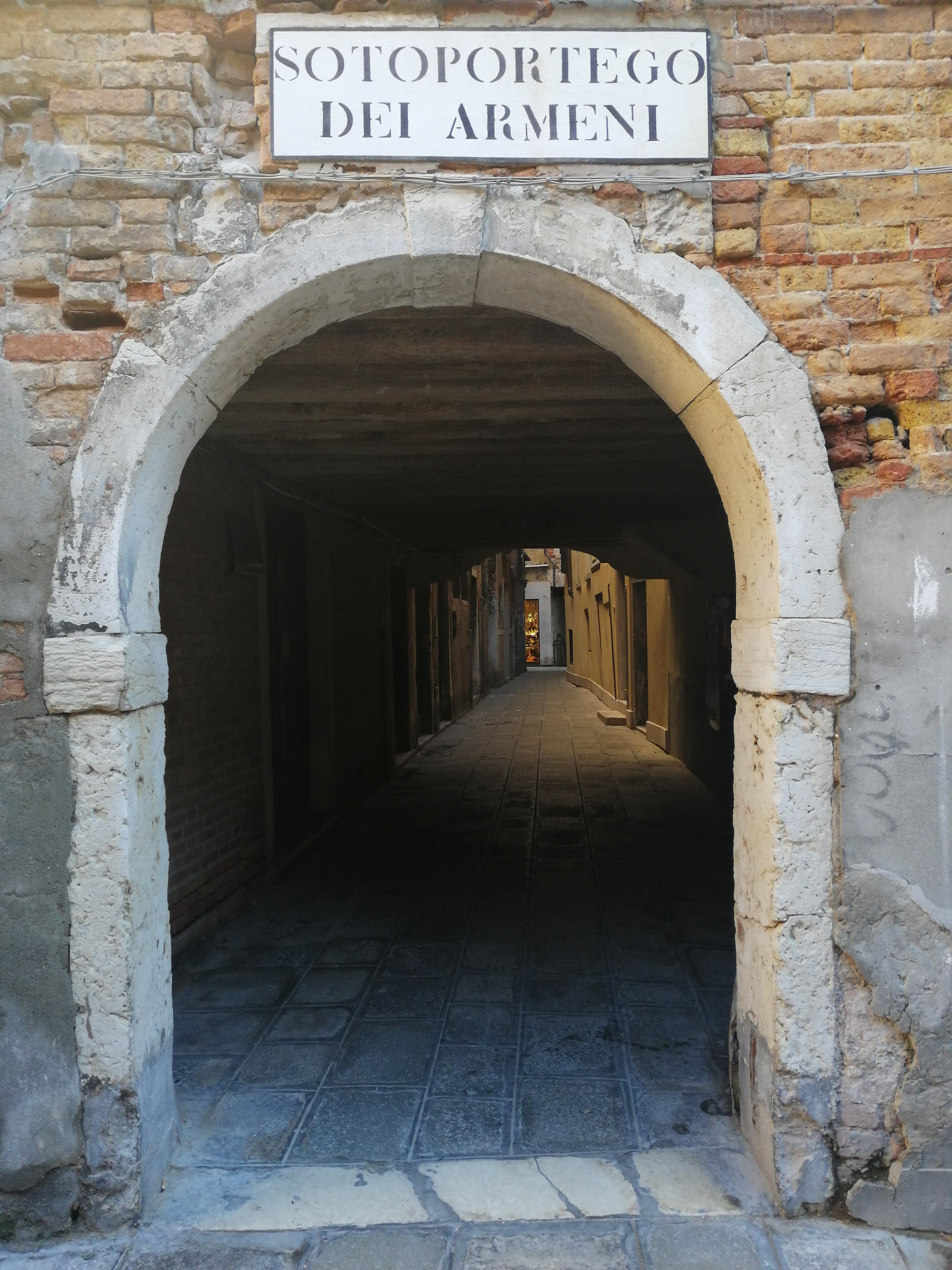
Il Sotoportego dei Armeni, nel sestiere San Marco. Sotto il portico, a sinistra, si trova la porta d'accesso alla Chiesa di Santa Croce degli Armeni e all'antico ospizio

La comunità armena di Venezia fu una delle cosiddette colonie armene presenti in Italia a partire dal Medioevo. Oggi la presenza armena nel capoluogo lagunare è costituita principalmente dalla comunità monastica mechitarista residente nell’isola di San Lazzaro.

## Origini dei rapporti armeno-veneziani

### Età bizantina
Qualche testimonianza della presenza di Armeni in Italia esiste già per l’antichità romana. Tuttavia le più antiche comunità armene certamente attestabili vengono generalmente fatte risalire all’epoca della dominazione bizantina. L’esercito bizantino contava infatti su di una consistente componente armena, e armeni furono pure numerosi funzionari bizantini in ambito civile e militare. Per questo tramite giunsero dunque in Italia diversi gruppi di armeni, che si distribuirono lungo tutta la penisola, soprattutto nelle zone costiere, costituendo i primi nuclei delle colonie armene medievali, nonché alcune comunità monastiche.
Anche a Venezia, che nel periodo delle sue origini gravitava fortemente nell’orbita di Bisanzio, le prime presenze armene sono riconducibili all’amministrazione bizantina. A tal proposito vengono spesso ricordati un certo Narsete (che alcuni identificano come il generale eunuco di Giustiniano, altri come un funzionario dell'inizio del IX secolo), che si ritiene abbia portato a Venezia il culto di San Teodoro, e l’esarca di Ravenna Isaccio, il quale ordinò la costruzione della chiesa di Santa Maria Assunta a Torcello. Tuttavia è stato osservato come sia più opportuno far risalire ad un’epoca successiva il vero e proprio inizio dei rapporti veneto-armeni, poiché per quanto figure quali Narsete e Isaccio avessero origini armene, essi sono più che altro riconducibili all'ambito culturale bizantino, e proprio in qualità di funzionari bizantini giunsero in Italia.

### Venezia e il Regno armeno di Cilicia
Venezia iniziò ad intrattenere rapporti più organici con la nazione armena nel periodo in cui questa si istituzionalizzò come Regno armeno di Cilicia (1080 circa-1375). Esistevano interessi commerciali reciproci tra Venezia e il piccolo regno armeno, i quali vennero regolati attraverso una serie di trattati ufficiali. I mercanti veneziani frequentavano i porti della Cilicia già da tempo, e grazie a questi patti Venezia divenne uno dei principali partner commerciali della Cilicia armena. Nel 1201 il doge Enrico Dandolo ottenne dal re Levon I il Magnifico la stipula del primo dei patti armeno-veneti. Questo prevedeva concessioni di tipo commerciale e fiscale per i mercanti veneziani operanti in Cilicia, ma anche alcune protezioni giuridiche a tutela delle persone e delle merci, ad esempio per i casi di naufragio. Oltre a ciò, a Mamistra venivano assegnati ai veneziani un fondaco, un terreno edificabile per le esigenze abitative dei mercanti e una chiesa.
Il re Hethum I, successore di Levon, lasciò cadere questi privilegi, e si decise a rinnovarli solo nel 1245. Seguirono ulteriori patti: nel 1261 vennero accordate nuove concessioni territoriali (per la costruzione di una domus) e la messa a disposizione di un luogo di culto in altri due porti, Sis e Lajazzo; i patti del 1272, 1307 e 1321 articolarono ulteriormente i termini della presenza veneziana in Cilicia, dove nel frattempo si installò anche un bailo. L'ultimo patto fu quello del 1333, stretto tra il re Leone V e il doge Francesco Dandolo. Questo prevedeva una serie molto ampia di concessioni e agevolazioni fiscali, e si collocava al termine di una fase di progressiva intensificazione dei rapporti tra Venezia e la Piccola Armenia. In quegli anni i porti della Cilicia erano divenuti di essenziale importanza per il commercio veneziano nell'Oltremare, soprattutto a seguito della fine dei regni crociati, e in particolare dopo la caduta per mano dei Mamelucchi dell'importante porto di San Giovanni d'Acri.

## Gli Armeni a Venezia
Nel corso del XIII secolo, parallelamente allo svilupparsi dei rapporti commerciali e diplomatici con la Cilicia, crebbe anche la presenza di mercanti armeni in Laguna. Essi si recavano a Venezia poiché essa costituiva il principale porto d'accesso ai mercati europei continentali. In città iniziò dunque a strutturarsi una comunità armena, che nel corso dei secoli diventerà la più importante tra quelle presenti in Italia e in Europa.

### Medioevo
La prima traccia significativa della presenza armena in città è costituita dall'esistenza di una domus Arminorum (casa degli armeni, in armeno Hay Dun)) ubicata in Calle delle Lanterne (oggi Calle degli Armeni), nella contrada di San Zulian, vicino a San Marco. Questo fabbricato, e in generale la parrocchia di San Zulian, divennero presto il cuore della comunità armena di Venezia. Si trattava di un ospizio che accoglieva sia armeni di passaggio in città, sia alcuni di coloro che vi risiedevano in pianta stabile. Esistono diverse ipotesi su come questo edificio sia entrato in possesso degli armeni. La più accreditata è quella basata su quanto riportato nel testamento di Marco Ziani, nipote del doge Sebastiano, il quale nel 1253 dispose l'assegnazione permanente del complesso abitativo, di sua proprietà, alla gente armena, la quale comunque sarebbe già stata residente in esso da anni. La gestione della domus fu affidata, sempre secondo le disposizioni testamentarie dello Ziani, ai Procuratori di San Marco de Citra.
L'esistenza della domus Arminorum è attestata, tra l'altro, dalla prima fonte documentaria di una persona armena residente a Venezia che sia a noi pervenuta. Si tratta del testamento (datato 1341) di una certa Maria Armina, la quale secondo quanto riportato dallo stesso esercita la funzione di massaia nella casa a San Zulian. Attraverso il testamento apprendiamo anche una serie di importanti informazioni sulla vita della comunità. In primo luogo l'esistenza di un antico cimitero armeno nell'isola di San Giorgio, oggi non più esistente perché coperto dalle successive costruzioni, nel quale la donna chiede di essere sepolta. Il documento mostra inoltre come la comunità non fosse costituita esclusivamente da mercanti. Infatti vi vengono nominati come legatari vari armeni residenti in città, anche al di fuori di San Zulian, tra cui diverse donne, alcuni frati, chierici e addirittura un arcivescovo. La presenza di quest'ultimo fa supporre che la presenza armena in città, soprattutto a livello ecclesiastico, fosse già piuttosto strutturata, dunque soggetta ad un qualche tipo di auto-organizzazione.
Sempre a San Zulian, all’interno dello stesso complesso della domus, era presente una cappella o una piccola chiesa, che costituirà il nucleo originario della futura chiesa della Santa Croce.

### Età moderna
I secoli a cavallo tra Medioevo ed età moderna segnarono per le colonie armene presenti in Italia un periodo di graduale declino, testimoniato dal fatto che molti ordini monastici armeni vennero soppressi, e diverse delle loro chiese chiusero o passarono ad altre comunità. Anche a Venezia, dopo la caduta del regno in Cilicia, la presenza armena era diminuita, ma nel giro di poco tempo essa tornò a svilupparsi, a differenza di quanto avvenne nel resto d’Italia.
Tra il XV e il XVI secolo la domus a San Zulian venne ristrutturata. Iniziarono poi i lavori di rinnovamento e ampliamento della cappella, che la resero una vera e propria chiesa. Il complesso costituito dalla casa-ospizio con l’annessa Chiesa di Santa Croce non costituiva solo un alloggio e un luogo di culto, ma anche la sede dove avvenivano riunioni per prendere decisioni relative alla vita della comunità. Molti armeni si fecero inoltre seppellire all'interno della chiesa.
A partire dalla prima età moderna abbiamo anche ulteriori testimonianze degli altri luoghi della città in cui risiedevano gli armeni. Oltre a San Marco, sestiere dove si trovava la parrocchia di San Zulian, pare che questi si concentrassero soprattutto nel sestiere di Castello, e in particolare nella parrocchia di San Severo, in affitto presso le case di proprietà del monastero di San Lorenzo. Un’altra area che vide la presenza di diversi armeni fu la parrocchia di San Basso, tra San Marco e Castello. Molti di quelli che si fermavano temporaneamente a Venezia prendevano alloggio presso affittacamere in varie zone della città, oppure venivano ospitati in case di privati. Esistevano anche dei “senseri armeni” a cui rivolgersi per trovare casa.
Nel corso del Cinquecento i mercanti armeni di Giulfa (e più avanti quelli di Nuova Giulfa) divennero una componente importante della comunità armena veneziana. In questo periodo gli armeni avevano assunto un ruolo fondamentale di mediatori commerciali e politici tra l’Impero safavide, l’Impero ottomano e l’Occidente. Essi, in particolare, trasportavano la seta grezza iraniana dai suoi luoghi di coltura ai principali centri commerciali del Levante. In questo mercato divennero protagonisti proprio i veneziani e gli armeni di Giulfa, che incoraggiati dagli scambi spesso si spinsero fino in Laguna per continuare lì i loro affari. Altro periodo in cui la mediazione armena con l'Oriente si rivelò fondamentale fu il Seicento, soprattutto negli anni della Guerra di Candia. In questa fase gli armeni contribuirono a tenere in piedi la fragile mercatura veneziana, gravemente compromessa dalla guerra e da una più generale tendenza di declino. Per questo motivo la Repubblica si premurò di garantire ai mercanti armeni che giungevano in città privilegi fiscali e giuridici.
In questo periodo iniziò anche a diversificarsi la presenza armena in città. Continuò a prevalere la componente mercantile, ma accanto a questa emersero figure che esercitavano altre professioni. Diversi armeni, per esempio, conoscevano il turco, e venivano dunque assunti come dragomanni dai diplomatici veneziani che partivano per Costantinopoli. In campo scientifico-tecnologico viene invece ricordato Anton Surian, detto L'Armeno, famoso per il suo operato all'interno dell'Arsenale, dove apportò diversi miglioramenti ai sistemi di equipaggiamento delle navi da guerra. Sempre nell'ambito dell'Arsenale e dei mestieri legati alla navigazione si hanno diverse testimonianze di operai, marangoni e marinai armeni.

#### Venezia e la nascita della stampa in armeno
Nella Venezia del primo Cinquecento si verificò anche uno degli eventi più importanti nella storia della cultura armena. Qui infatti, nel 1512, venne stampato il primo libro in armeno con la nuova tecnologia dei caratteri mobili. Il tipografo dai cui torchi uscì questo libro è un armeno conosciuto col nome di Hakob Meghapart, ovvero "Giacomo il Peccatore". Si tratta di una figura misteriosa di cui si hanno pochissime informazioni. Si ritiene che sia stato un mercante giunto a Venezia con il preciso intento di aprire una tipografia per la pubblicazione di testi in armeno, e poco altro. Le motivazioni che lo avrebbero spinto a scegliere Venezia come sede della sua impresa sono abbastanza chiare. Innanzitutto in quegli anni Venezia era il centro indiscusso della tipografia europea, il luogo migliore per chi volesse dedicarsi a questa nuova tecnica. A Venezia inoltre sarebbe risultato più semplice trovare dei finanziatori, nonché un appoggio in quella che era la colonia armena più importante in Italia. Infine, come risulta anche dalle testimonianze di stampatori armeni successivi, in Oriente era molto difficile e costoso reperire i libri manoscritti necessari all'avviamento di un'attività di questo tipo. Tutte queste ragioni spiegano anche perché la tipografia in lingua armena si sviluppò più in Europa che in Oriente. L'impresa tipografica di Hakob durò in realtà molto poco: egli stampò solamente cinque libri, dopodiché non si sa più nulla di lui. Il primo libro è intitolato Libro del Venerdì (Urbat'agirk').
Dopo la scomparsa di Hakob la stampa in armeno si fermò per circa cinquant'anni. Poi, sempre a Venezia, venne ripresa dal tipografo Abgar Dpir Tokhatetsi. Da questo momento in poi iniziò ad espandersi ininterrottamente, e a Venezia in particolare si contano, fino all'Ottocento, diciannove tipografie che stamparono in questa lingua. La tradizione veneziana della stampa in armeno venne infine raccolta dall'ordine mechitarista, che aprì un'importantissima tipografia nell'isola di San Lazzaro, la quale chiuse solo nel 1995.

#### Gli Sceriman
A partire dal XVII secolo iniziò ad emergere sulla scena veneziana un'altra componente della comunità armena che sarebbe diventata di grande importanza in città: quella costituita dai membri della famiglia Sceriman (versione venezianizzata del cognome Shahrimanian). Questi erano ricchissimi mercanti di pietre preziose, e risiedevano nel quartiere armeno della città persiana di Isfahan, chiamato Nuova Giulfa. Le loro basi commerciali si trovavano in diverse parti del mondo, tra cui ovviamente Venezia, in questo secolo diventata un centro importante nel campo della lavorazione delle pietre grezze. Qui, a partire dal 1618, avevano preso una casa in affitto. A differenza della maggior parte degli armeni, la cui chiesa era da sempre autocefala, gli Sceriman erano cattolici. Verso la fine del Seicento, con l'invasione della Persia da parte degli afghani, la situazione dei cattolici in queste zone si fece particolarmente difficile, ed essi divennero oggetto di persecuzioni, cosa che compromise pesantemente i loro affari e la loro incolumità. A partire dal 1698 diversi rami della famiglia decisero di lasciare Isfahan, installandosi in varie città d'Europa. Il ramo che si stabilì a Venezia fu quello facente capo a Gaspare Sceriman. Qui la famiglia fu da subito ben accolta, anche perché negli anni della guerra di Morea i fratelli Nazario e Cerimano Sceriman, che operavano qui come agenti di commercio per conto della famiglia, avevano prestato alla Repubblica enormi somme di denaro per far fronte alle spese di guerra. Tanta era la loro importanza in città, che nel 1779 ritennero di poter chiedere di essere ammessi nel patriziato veneziano, richiesta che però fu respinta. Tra gli esponenti più importanti della famiglia si ricorda in particolare il letterato Zaccaria Seriman, figura importante dell'Illuminismo veneziano. 

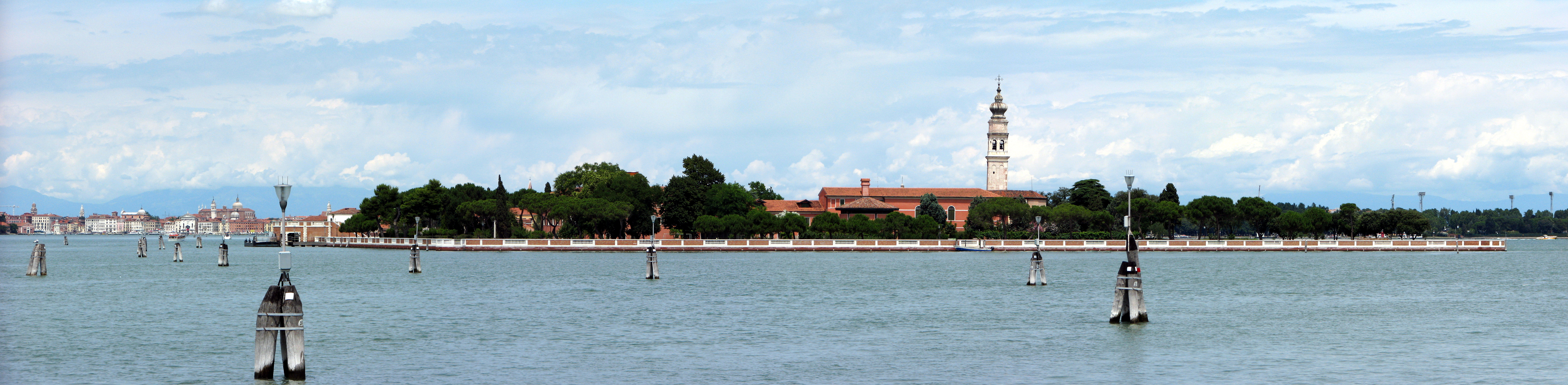
Vista dell'isola di San Lazzaro degli Armeni

#### L'arrivo di Mechitar e la fondazione del monastero a San Lazzaro
Il Settecento fu probabilmente il secolo più importante per i rapporti armeno-veneziani, e Venezia divenne la sede per eccellenza del fenomeno conosciuto come rinascita della cultura armena. Ciò avvenne principalmente ad opera di Mechitar di Sebaste e dell'ordine monastico da lui fondato. Dopo essersi formato in vari monasteri dell'Armenia, Mechitar aveva intrapreso una serie di peregrinazioni per l'Oriente, predicando in diverse città, per poi stabilirsi a Costantinopoli, dove nel 1701 fondò il proprio ordine. Perseguitato, si spostò a Modone, in Morea (all'epoca sotto la dominazione veneziana), dove rimase per dodici anni. La minaccia turca sulla Morea rese necessario per Mechitar progettare un nuovo trasferimento. La scelta di stabilirsi in Laguna non fu casuale. Oltre alla presenza in città di una comunità armena con una storia lunga e importante, Mechitar e i suoi erano stati aiutati in diverse occasioni da patrizi veneziani che operavano in Oriente, sia dal punto di vista economico che diplomatico. Nel 1715 Mechitar e diciannove dei suoi discepoli sbarcarono a Venezia. Essi si stabilirono nel sestiere di Castello, in un'abitazione presso la chiesa di San Martino, e qui vissero per due anni, officiando in quella stessa chiesa. I progetti di Mechitar per la sua Congregazione lo indussero a fare richiesta al Senato di una sede più adeguata ad un istituto monastico. Nonostante qualche iniziale titubanza, presto Mechitar ricevette la proposta di trasferirsi nell'isola di San Lazzaro, la quale sarebbe stata concessa in affitto. Si trattò di un fatto piuttosto peculiare, poiché così facendo il Senato accettò di derogare alla legge di pochi anni prima che vietava la costruzione di nuovi monasteri in città. La decisione fu deliberata il 26 agosto 1717, e a settembre i confratelli si trasferirono nell'isola. Questa versava in stato di semiabbandono, tanto che iniziarono subito i lavori di ampliamento, costruzione e ristrutturazione, in gran parte progettati dallo stesso Mechitar. I lavori sull'isola si sarebbero protratti per oltre due secoli, ma nel corso di alcuni anni la congregazione riuscì a rendere l'isola perfettamente abitabile, con un convento, una chiesa e diversi ettari di verde.
Mechitar, tra le altre cose, aveva sviluppato un importante progetto culturale di stampo umanistico, incentrato sull'educazione e lo sviluppo dell'uomo nella sua totalità. Ciò trovò massima espressione nel momento in cui egli si installò a Venezia. La sua visione del mondo e della religione si poté qui tradurre in una concreta attività culturale e pedagogica. L'obiettivo più ampio era quello di rinnovamento della cultura armena. Mechitar riteneva che questo processo dovesse partire innanzitutto dal recupero della cultura armena classica, attraverso l'edizione delle più importanti opere di questa tradizione. Altro obiettivo fondamentale era far conoscere la cultura armena in Occidente, e viceversa la cultura occidentale-europea in Armenia. Anche questo intento doveva realizzarsi attraverso un programma editoriale, con la traduzione delle principali opere della tradizione europea in armeno, e viceversa delle più importanti opere armene nelle maggiori lingue europee. La Congregazione iniziò dunque il proprio programma di pubblicazioni. In un primo momento essa si rivolse al tipografo veneziano Antonio Bortoli, che possedeva una cassa di caratteri armeni. Poi, nel 1789, venne fondata una tipografia a San Lazzaro, che divenne una delle più importanti in Europa.
Altri obiettivi fondamentali della missione di Mechitar erano lo studio della cultura armena attraverso gli strumenti delle discipline moderne, lo studio delle lingue e l'educazione dei giovani armeni. Ciò contribuì a rendere San Lazzaro non solo un cenobio, ma una vera e propria accademia. Per supportare queste attività di studio venne molto presto istituita una biblioteca, oggi una delle più importanti biblioteche armene nel mondo.
L'operato di Mechitar rese San Lazzaro la più importante istituzione religiosa e accademica armena, imprimendo una svolta fondamentale alla rinascita della cultura di questa nazione.

### Età contemporanea
La storia della comunità armena di Venezia non finì con la caduta della Repubblica nel 1797. Essa ovviamente non aveva più le caratteristiche del periodo in cui Venezia era stata una potenza mercantile, e nel frattempo molti armeni si erano del tutto integrati nella società veneziana, alcuni anche italianizzando il proprio cognome, non più immediatamente riconoscibile come armeno. Durante il periodo napoleonico tutti i conventi veneziani vennero soppressi, ma i padri di San Lazzaro riuscirono a fare in modo che il loro venisse risparmiato, soprattutto per il suo importante valore culturale (fu riconosciuto per decreto imperiale come "Accademia"). I Mechitaristi poterono così continuare la loro missione educativa e religiosa, che attirò in città molti giovani armeni. Negli anni seguenti questa vocazione pedagogica della Congregazione Mechitarista si espanderà in tutto il mondo, con la fondazione di diverse scuole e accademie. Gli istituti di educazione mechitaristi mantennero un ruolo molto importante fino a tutto il Novecento. Essi davano ai giovani armeni la possibilità di studiare all'estero ma in un ambiente familiare, in centri di riconosciuto prestigio, e ciò spesso garantiva loro l'accesso a buone carriere una volta tornati in patria.
L'Accademia di San Lazzaro, nella sua attività editoriale di traduzione dei classici armeni ed europei, collaborò spesso anche con importanti intellettuali. Niccolò Tommaseo, ad esempio, partecipò all'edizione italiana della Storia di Mosè Coronese, e Lord Byron, che frequentava assiduamente San Lazzaro, studiò l'armeno con i padri del convento per poi realizzare la traduzione di una grammatica armena in inglese.
Nel 1843 l'Accademia di San Lazzaro pubblicò il primo numero della rivista Bazmavep, in italiano "Polistoria". Si tratta di una rivista storico-letteraria di studi armeni, tuttora pubblicata e tra le più antiche esistenti in questo campo.

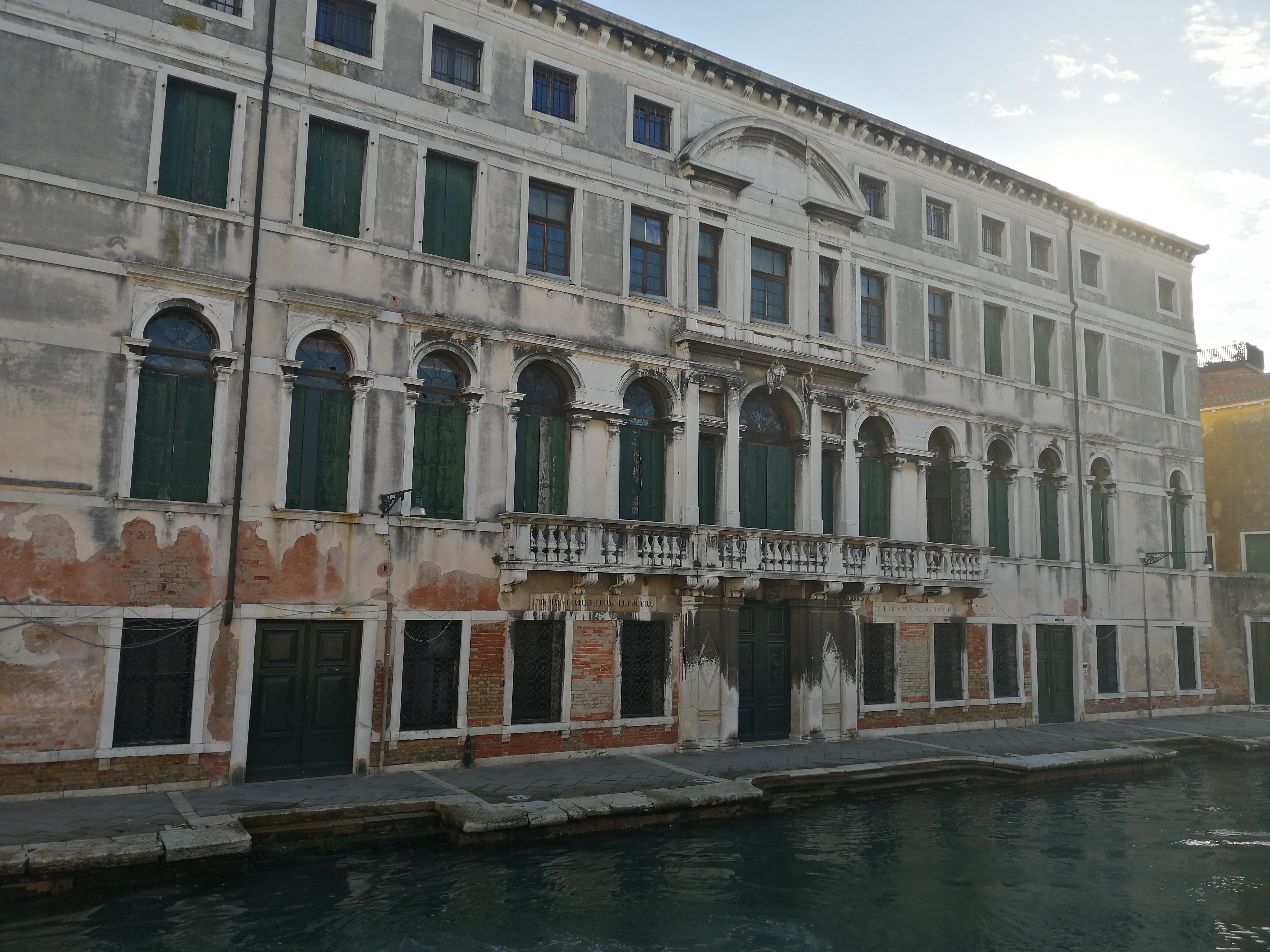
Facciata di Ca' Zenobio degli Armeni, ex sede del Collegio Moorat-Raphael

#### Il Collegio Moorat-Raphaël
Negli anni Trenta dell'Ottocento Moorat e Raphaël, due mercanti armeni di Madras, decisero di finanziare la fondazione di due scuole. La prima venne aperta a Padova nel 1834 e prese il nome di Collegio Moorat. L'altra venne inaugurata a Venezia nel 1836 col nome di Collegio Raphaël e con sede a Ca' Pesaro. Nel 1852 il Collegio Raphaël venne trasferito a Ca' Zenobio, mentre nel frattempo il Moorat si era spostato a Parigi per motivi politici. Nel 1870 i due collegi si unirono, sempre con sede Ca' Zenobio, assumendo la denominazione di Moorat-Raphaël. Questa istituzione formò tra i più importanti intellettuali e artisti armeni dell'Ottocento e del Novecento, tra cui il poeta Daniel Varujan, il pittore Edgar Chahine, il critico Glauco Viazzi, l'arcivescovo e studioso Boghos Levon Zekiyan. Il Collegio era gestito dai padri Mechitaristi di San Lazzaro, e accanto alle discipline religiose e letterarie eccelleva particolarmente nell'insegnamento delle scienze. Chiuse solo nel 1997.

#### Gli armeni a Venezia oggi
Oggi a Venezia non esistono più individui di nazionalità armena che possano essere considerati i continuatori della comunità medievale-moderna. Questo, in parte, perché molte famiglie dell'antica comunità sono nel tempo diventate indistinguibili, diventando a tutti gli effetti veneziane e poi italiane. A questo proposito esistono degli studi che hanno identificato alcuni cognomi, piuttosto diffusi a Venezia, i quali avrebbero quasi certamente un'origine armena.
La vera e propria comunità attuale è invece costituita dai padri mechitaristi di San Lazzaro. Oltre a questi, vivono a Venezia anche i figli o i nipoti degli armeni che giunsero a Venezia per studiare a San Lazzaro o al Moorat-Raphaël e che in seguito rimasero in Italia. Infine, possiamo trovare gli eredi di coloro che scelsero Venezia come nuova patria dopo essere sfuggiti al genocidio del 1915.